# معركة جالاجان
معركة جالاجان هي معركة دارت بين القره قويونلو وقوات الحلفاء التي تشمل مملكة جورجيا، إمارة سيمسيم ودولة شروانشاه في جالاجان، أذربيجان، في ديسمبر 1412، وانتهت بانتصار القره قويونلو.